# WWE Velocity
WWE Velocity è stato un programma televisivo di wrestling statunitense prodotto dalla World Wrestling Entertainment dal 25 maggio 2002 all'11 giugno 2006.
Dal 2005 al 2006 Velocity è stato trasmesso in webcast sul sito ufficiale della WWE, mentre in precedenza (dal 2002 al 2005) era andato in onda su Spike TV. In Italia era programmato per il sabato mattina sul canale Italia 1 dal dicembre 2002 a giugno 2003 col commento di Dan Peterson per poi passare a Sky col commento di Luca Franchini e Michele Posa.
Nel giugno del 2006 la WWE comunicò che Velocity non sarebbe stato più trasmesso; al suo posto la federazione iniziò a mandare in onda ECW on SyFy, show dedicato alla nuovo franchigia della ECW.

## Format
Velocity veniva principalmente utilizzato per ricapitolare i fatti più importanti avvenuti nell'ultimo episodio di SmackDown!, che negli Stati Uniti veniva trasmesso il giorno prima sull'emittente UPN.
Il programma presentava anche dei match ai quali partecipavano i wrestler che non erano presenti nelle storyline principali della WWE. Ciònonostante, ci furono molti incontri titolati e un cambio di cintura durante una puntata di Velocity: il 6 agosto 2005, infatti, Nunzio sconfisse Paul London conquistando il WWE Cruiserweight Championship.

## Commentatori

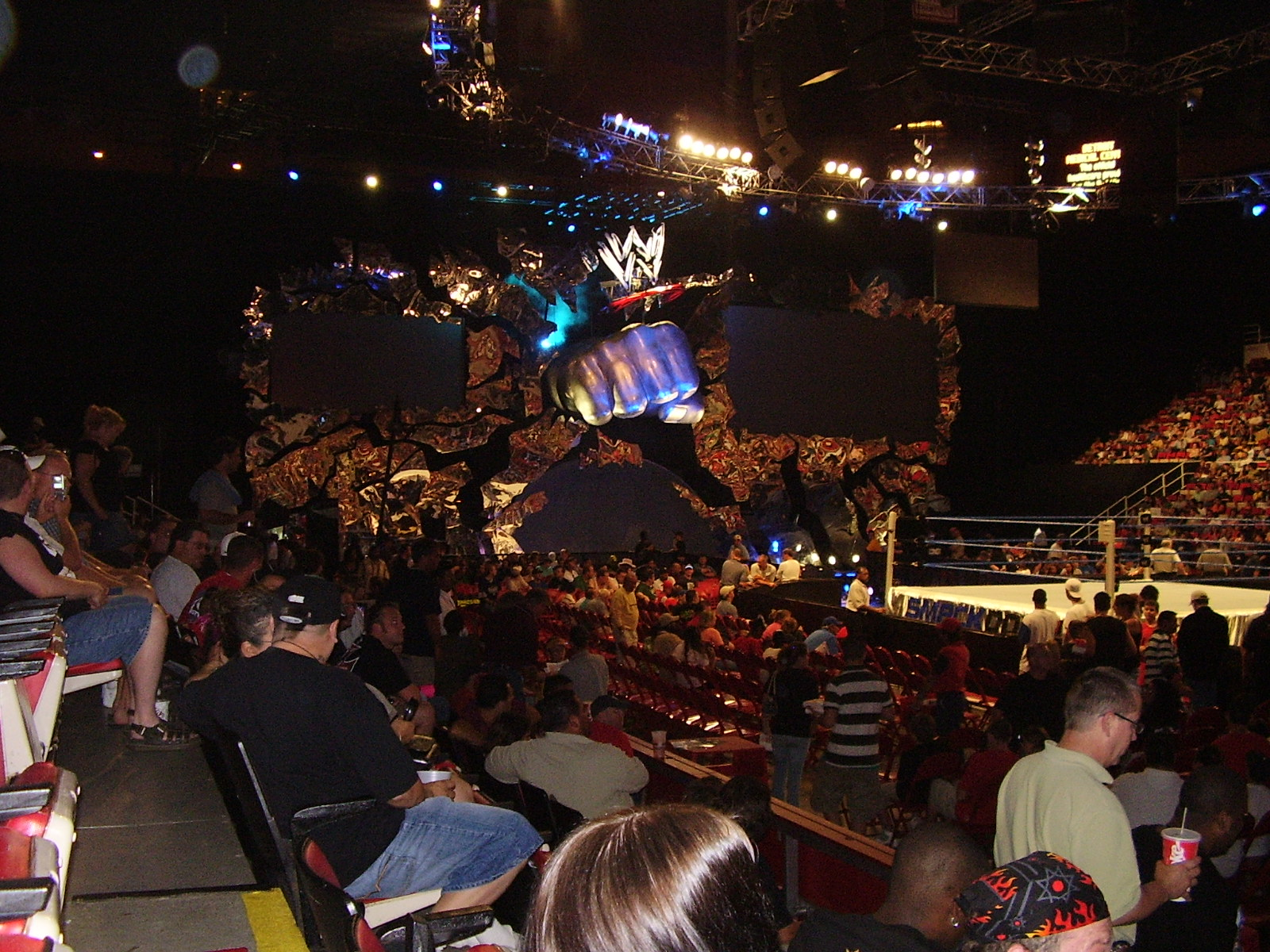
Lo stage di Velocity usato dal 25 maggio 2002 all'11 giugno 2006.

| Commentatori                  | Periodo                                                      |
| ----------------------------- | ------------------------------------------------------------ |
| Michael Cole e Al Snow        | 25 maggio 2002–8 giugno 2002 22 giugno 2002–13 luglio 2002   |
| Michael Cole e Tazz           | 15 giugno 2002                                               |
| Michael Cole e Marc Loyd      | 20 luglio 2002–17 agosto 2002 31 agosto 2002–7 dicembre 2002 |
| Marc Loyd e Lita              | 24 agosto 2002                                               |
| Josh Mathews ed Ernest Miller | 14 dicembre 2002–30 agosto 2003                              |
| Josh Mathews e Tazz           | 6 settembre 2003–25 ottobre 2003                             |
| Josh Mathews e Bill DeMott    | 1º novembre 2003–11 dicembre 2004                            |
| Josh Mathews e Steve Romero   | 18 dicembre 2004–11 giugno 2006                              |

## Annunciatori
| Annunciatore | Periodo                       |
| ------------ | ----------------------------- |
| Tony Chimel  | 25 maggio 2002–11 giugno 2006 |